# Ilha Rathlin
A Ilha Rathlin (em inglês:  Rathlin Island, em irlandês:  Reachlainn ou Reachra) é uma ilha situada no Condado de Antrim na Irlanda do Norte, e é o ponto mais setentrional da Irlanda do Norte. Rathlin é a única ilha habitada da Irlanda do Norte além da própria Irlanda, com cerca de 100 residentes e a ilha habitada mais setentrional das existentes nas costas irlandesas. Escarpada e com forma de L invertido, Rathlin mede mais de 6 quilómetros de leste a oeste e 4 quilómetros de norte a sul, com 14 km2 de área total. Fica a cerca de 25 km do Mull of Kintyre, a ponta sul da península de Kintyre na Escócia. Faz parte do Distrito de Moyle e está representada no município pela Rathlin Development & Community Association.

## Transporte
Uma linha de ferry, operada pela Rathlin Island Ferry Ltd. liga o principal porto da ilha, Church Bay, com a Irlanda em Ballycastle, distante cerca de 9 km.

## Natureza
Rathlin é uma ilha de origem vulcânica que foi criada como parte da chamada província britânica terciária vulcânica.
É uma das 43 áreas especiais de conservação da Irlanda do Norte. 

## História
Rathlin sofreu o primeiro ataque viquingue à Irlanda segundo rezam os Anais do Ulster. Este assalto ocorreu em 795 e houve um saque à igreja local e a queima de todos os edifícios associados.
Rathlin foi também cenário de um infame massacre em julho de 1575 quando Walter Devereux, I conde de Essex ordenou a Francis Drake e John Norreys a matança de vários centenas de membros do clã Donad (também chamado MacDonnell), entre eles numerosas mulheres e crianças, que tinham procurado refúgio na ilha.
Em 1642, Sir Duncan Campbell de Auchinbreck, membro do clã Campbell, ordenou a um exército covenanter às suas ordens o assassinato dos membros católicos do clã Donald. O número de mortes oscila entre os 100 e os 3000.
Em finais do século XVIII, a produção de kelp tornou-se o motor económico da ilha, implicando todos os residentes  de Rathlin. Hoje em dia, ainda se podem contemplar as ruínas de fábricas e armazéns ao longo da costa.

## Galeria

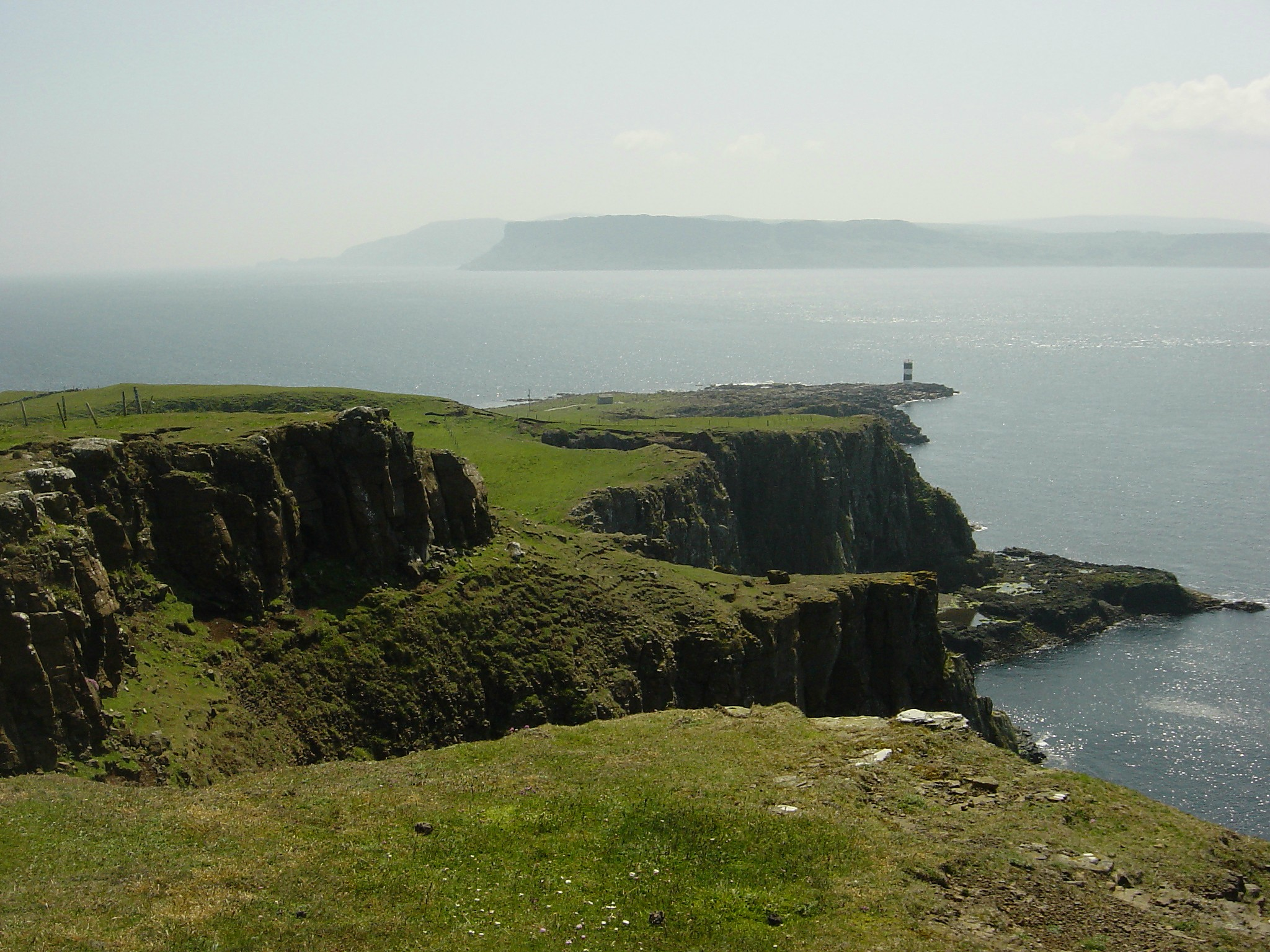
Rue Point no sul de Rathlin, vendo-se até Fair Head
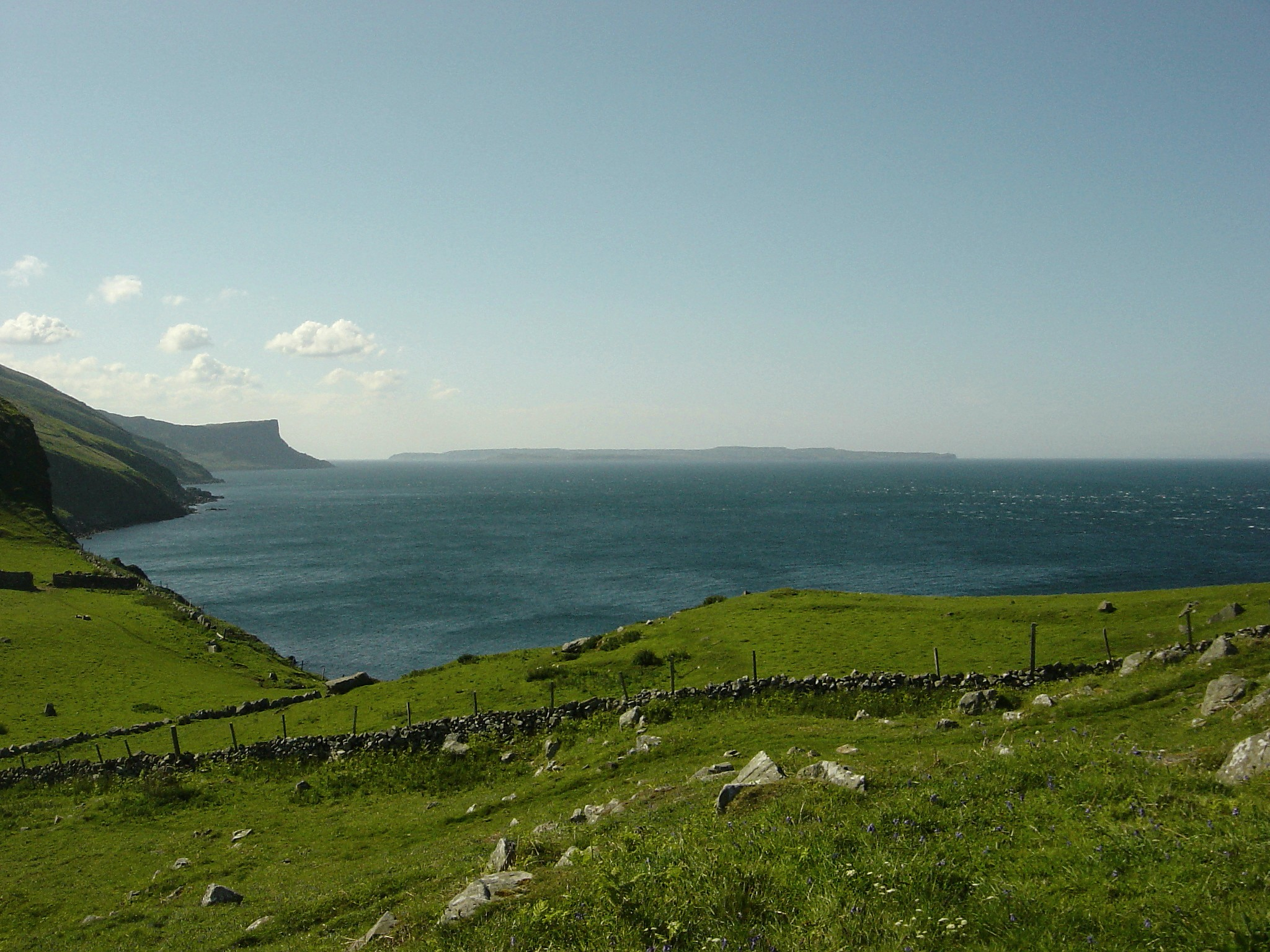
Vista de Torr Head com Fair Head à esquerda
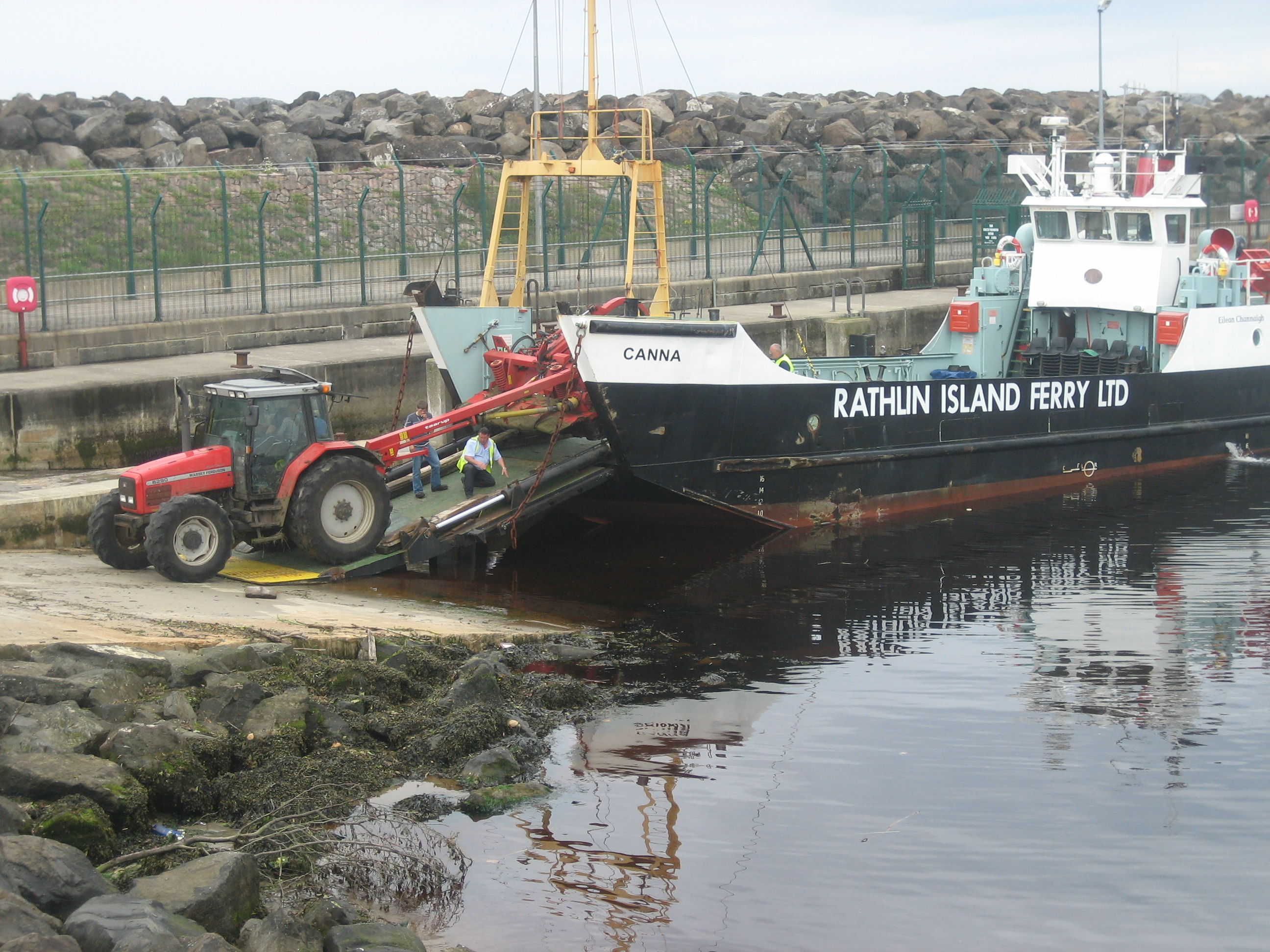
Ferry de Rathlin Island em Ballycastle